# Jan Bolesław Czedekowski
Jan Bolesław Czedekowski, né à Voinyliv le 22 février 1885 et mort à Vienne le 8 juillet 1969, est un peintre polonais.

## Biographie
Portraitiste, élève de Casimir Pochwalski et de Heinrich von Angeli à l'Académie des beaux-arts de Vienne, il expose au Salon des artistes français où il obtient en 1926 une mention honorable et en 1927 une médaille d'argent. Il présente aussi ses toiles à la Royal Academy, à l'Institut royal des beaux-arts de Glasgow, à Vienne et à New York. 
Ses portraits les plus connus sont ceux d' Alfred Chłapowski, ambassadeur de Pologne à Paris, du maréchal Foch, de Pierre de Fouquières, de Lucien Gaudin ou encore de Vincent de Moro-Giafferri.